# Saduny
Saduny (deutsch Sdunkeim) ist ein kleines Dorf in der polnischen Woiwodschaft Ermland-Masuren. Es gehört zur Gmina Korsze (Stadt- und Landgemeinde Korschen) im Powiat Kętrzyński (Kreis Rastenburg).

## Geographische Lage
Saduny liegt am Ostufer des Flüsschens Guber in der nördlichen Mitte der Woiwodschaft Ermland-Masuren, elf Kilometer nordwestlich der Kreisstadt Kętrzyn (deutsch Rastenburg).

## Geschichte
Das ursprünglich Sdunckeim, nach 1784 Adlig Sdunkeim und noch vor 1871 ohne Zusatzbezeichnung genannte Dorf mit sehr großem Gut kam 1874 zum Amtsbezirk Lamgarben (polnisch Garbno). Somit gehörte der Gutsbezirk Sdunkeim bis 1945 zum Kreis Rastenburg im Regierungsbezirk Königsberg in der preußischen Provinz Ostpreußen.
Am 30. September 1928 gab Sdunkeim seine Eigenständigkeit auf und schloss sich mit den Gutsbezirken Adlig Ober Plehnen (polnisch Równina Górna) und Adlig Unter Plehnen (Równina Dolna) aus dem Amtsbezirk Paaris (polnisch Parys) zur neuen Landgemeinde Plehnen im Amtsbezirk Paaris zusammen. Am 23. Mai 1929 wurde die Landgemeinde Plehnen vom Amtsbezirk Paaris in den Amtsbezirk Dönhofstädt (polnisch Drogosze) umgegliedert.
Als 1945 in Kriegsfolge das gesamte südliche Ostpreußen an Polen fiel, war auch Sdunkeim davon betroffen. Es erhielt die polnische Namensform „Saduny“. Heute ist das kleine Dorf Sitz eines Schulzenamtes (polnisch Sołectwo) und als solches eine Ortschaft im Verbund der Stadt- und Landgemeinde Korsze (Korschen) im Powiat Kętrzyński (Kreis Rastenburg), bis 1998 der Woiwodschaft Olsztyn, seither der Woiwodschaft Ermland-Masuren zugeordnet.

### Einwohnerzahlen
| Jahr | Anzahl |
| ---- | ------ |
| 1820 | 72     |
| 1885 | 137    |
| 1905 | 105    |
| 1910 | 94     |
| 2011 | 56     |

## Kirche
Bis 1945 war Sdunkeim in die evangelische Kirche Lamgarben (polnisch Łankiejmy) in der Kirchenprovinz Ostpreußen der Kirche der Altpreußischen Union sowie in die katholische Kirche Korschen (polnisch Korsze) im Bistum Ermland eingepfarrt.
Heute gehört Saduny katholischerseits zur Pfarrei Garbno im jetzigen Erzbistum Ermland, evangelischerseits zur Johanneskirche in Kętrzyn (Rastenburg) in der Diözese Masuren der Evangelisch-Augsburgischen Kirche in Polen.

## Verkehr
Saduny liegt an einer Nebenstraße, die die Woiwodschaftsstraße 590 bei Drogosze (Dönhofstädt) (bis 1988 Wilkowo Wielkie (Groß Wolfsdorf)) mit der Woiwodschaftsstraße 592 (einstige deutsche Reichsstraße 135) bei Garbno (Lamgarben) zur Weiterfahrt nach Kętrzyn (Rastenburg) verbindet.  
Eine Anbindung an den Bahnverkehr besteht nicht.